# Code de procédure pénale (Maroc)
Au Maroc, le Code de procédure pénale est le texte législatif qui fixe la procédure pénale selon laquelle les infractions sont sanctionnées.

## Présentation
Le code est composé de sept livres.
- Livre I : De la recherche et de la constatation des infractions;
- Livre II : Du jugement des infractions;
- Livre III : Des règles propres à l'enfance délinquante;
- Livre IV : Des voies de recours extraordinaires;
- Livre V : De quelques procédures particulières;
- Livre VI : De l'exécution des décisions de justice du casier judiciaire et de la réhabilitation;
- Livre VII :  De la compétence à l'égard de certaines infractions commises hors du royaume et des rapports avec les autorités judiciaires étrangères;